# Cephise
Cephise là một chi bướm ngày thuộc họ Bướm nâu.